# Hope (Town, New York)
Hope ist eine Town im Hamilton County des US-Bundesstaates New York. Im Jahr 2010 hatte die Town of Hope 403 Einwohner.
1790 ließen sich die ersten weißen Siedler nieder, und 1818 wurde die Town gegründet. Hope liegt in der südöstlichen Ecke des County und ist 79 km entfernt von Schenectady.

## Geographie
Nah den Angaben des United States Census Bureaus hat die Town of Hope eine Gesamtfläche von 107,8 km2, wovon 105,4 km2 auf Land und 2,4 km2 (= 2,09 %) auf Gewässer entfallen.
Im Süden grenzt Hope an das Northampton im Fulton County und im Osten an das Saratoga County mit den Towns of Day und Edinburg. Benson liegt westlich und die Town of Wells grenzt nördlich an.
Der Sacandaga River fließt in südlicher Richtung durch den Westteil der Town und wird von der New York State Route 30 begleitet. Außerdem liegen in der Town of Hope:
- Bennett Lake – ein kleiner See nördlich von Hope Falls
- Groff Mountain – eine Anhöhe nordwestlich von Hope
- Hope – ein Weiler (früher bekannt als Hope Center) liegt an der NY-30 auf dem östlichen Ufer des Sacandaga River
- Hope Falls – ein Weiler östlich von Hope an der Hope Falls Road
- Huckleberry Mountain – eine Anhöhe nordnordwestlich von Hope Falls
- Maple Grove – eine Stätte in der südöstlichen Ecke der Town
- Mason Hill – eine Anhöhe südlich von Hope Falls.
- Middle Lake – ein kleiner See zwischen Bennet Lake und Murphy Lake
- Murphy Lake – ein kleiner See im nördlichen Teil der Town of Hope
- Rand Mountain – eine Anhöhe nördlich von Hope Falls
- Round Top – eine Anhöge nordwestlich von Hope Falls.
- Groff Creek – ein Zufluss des Sacanaga River
- Scribner Mountain – eine Anhöhe nordwestlich von Hope Falls
- Southerland Mountain – eine Anhöhe nordwestlich von Hope
- Sturgis Mountain – eine Anhöhe nordwestlich von Hope Falls
- Thomas Hill – eine Anhöhe südöstlich von Hope Falls

## Geschichte
Vor der Besiedlung durch Einwanderer gehörte das Land um das heutige Hope zum Stammesgebiet der Mohawk, dem östlichsten Stamm der Irokesenkonferenz und einer der ursprünglichen Five Nations, die um 1450 die Verbindung gegründet hatten. Trotz der langdauernden Kontrolle des Gebietes durch die Mohawks, war Hope weitgehend unbewohntes Territorium, als am 31. Juli 1772 der Landeigner John Bergen mit 23 weiteren 19.589 Acres Land von den Mohawk erwarb. Die Dokumente wurden von dem Mohawkhäupting Hendricks unterzeichnet, der anstelle einer Unterschrift eine Schildkröte zeichnete. Das Land, das Bergen und seine Genossen kauften, wurde als „Bergen’s Purchase“ bekannt.
Hope wurde 1790 erstmals permanent von Weißen besiedelt und das in der Nähe der heutigen südlichen Stadtgrenze durch Gideon und Jeremiah Homestead, die Massachusetts einwanderten. Das erste steinerne Gebäude wurde 1801 von David Isdell auf Land gebaut, das er früher in dem Jahr erworben hatte. Aus Angst vor Angriffen durch Indianer legte Isdell einen Fluchttunnel in seinem Haus an. Seine jüngste Tochter wurde beim Pflücken von Beeren durch Indianer entführt, und man hat nie wieder etwas von ihr gehört; einer Überlieferung nach starb sie in einem Indianerdorf. Isdells Haus, das auch als „Old Eglin House“ bekannt wurde, stürzte 1930 ein.
Hope bildete ursprünglich des südlichen Teil der Town of Wells, nachdem aber die Wähler für eine Teilung gestimmt hatten, wurde der südliche Teil am 15. April 1818 als Town of Hope neugegründet. Beim United States Census 1820 lebten hier 608 Bewohner. In den 1830er Jahren trat das Montgomery County Hope ans Hamilton County ab, in dessen südöstlichsten Teil Hope heute liegt. 1850, als Landwirtschaft, Bergbau, Sägemühlen und Gerbereien boomten, hatte Hope mit 1125 Bewohnern seine größte Bevölkerungszahl, danach begann aufgrund des Niedergangs der Industrie ein stetiger Rückgang, und ein großer Teil im Westen der Town mit 380 Bewohnern wurde aus Hope herausgelöst, um Teil der Town of Benson zu werden.
Obwohl Ende des 19. Jahrhunderts mehrere Hotels gebaut wurden, ging zu Beginn des 20. Jahrhunderts die Bevölkerung weiter zurück. Um 1905 lebten noch 317 Bewohner und 1925 nur noch 127 Bewohner in Hope. Das erschlossene Land fiel großteils brach, und einige der Zwergschulen in Hope wurden geschlossen. Der Tourismus blieb zwar ein wichtiger Wirtschaftsfaktor, und an der New York Route 30 entstanden Tankstellen, Gasthöfe und andere Dienstleistungsbetriebe. 2014 hatte Hope 387 Einwohner.

## Demographie
Zum Zeitpunkt des United States Census 2000 bewohnten Hope 392 Personen. Die Bevölkerungsdichte betrug 3,7 Personen pro km2. Es gab 296 Wohneinheiten, durchschnittlich 2,8 pro km2. Die Bevölkerung in Hope bestand zu 99,49 % aus Weißen, 0,26 % Schwarzen oder African American, 0 % Native American, 0 % Asian, 0,26 % Pacific Islander, 0 % gaben an, anderen Rassen anzugehören und 0 % nannten zwei oder mehr Rassen. 1,02 % der Bevölkerung erklärten, Hispanos oder Latinos jeglicher Rasse zu sein.
Die Bewohner Hopes verteilten sich auf 155 Haushalte, von denen in 30,3 % Kinder unter 18 Jahren lebten. 58,7 % der Haushalte stellten Verheiratete, 11,6 % hatten einen weiblichen Haushaltsvorstand ohne Ehemann und 26,5 % bildeten keine Familien. 20,6 % der Haushalte bestanden aus Einzelpersonen und in 5,8 % aller Haushalte lebte jemand im Alter von 65 Jahren oder mehr alleine. Die durchschnittliche Haushaltsgröße betrug 2,53 und die durchschnittliche Familiengröße 2,91 Personen.
Die Bevölkerung verteilte sich auf 22,4 % Minderjährige, 7,4 % 18–24-Jährige, 26,5 % 25–44-Jährige, 33,4 % 45–64-Jährige und 10,2 % im Alter von 65 Jahren oder mehr. Der Median des Alters betrug 41 Jahre. Auf jeweils 100 Frauen entfielen 88,5 Männer. Bei den über 18-Jährigen entfielen auf 100 Frauen 93,6 Männer.
Das mittlere Haushaltseinkommen in Hope betrug 32.000 US-Dollar und das mittlere Familieneinkommen erreichte die Höhe von 32.000 US-Dollar. Das Durchschnittseinkommen der Männer betrug 25.000 US-Dollar, gegenüber 19.688 US-Dollar bei den Frauen. Das Pro-Kopf-Einkommen belief sich auf 15.225 US-Dollar. 12,4 % der Bevölkerung und 7,8 % der Familien hatten ein Einkommen unterhalb der Armutsgrenze, davon waren 19,8 % der Minderjährigen und 0 % der Altersgruppe 65 Jahre und mehr betroffen.

## Belege
1. ↑  Fenton, William N. (1998). The Great Law and the Longhouse: A Political History of the Iroquois Confederacy. University of Oklahoma Press, Norman 1998, ISBN 0-8061-3003-2 (books.google.com).
2. 1 2 3 4 5 6  townofhopeny.org
3. 1 2  Donald R. Williams: The Adirondacks 1830–1930. Arcadia, Charleston, SC 2002, S. 126 (books.google.com – Leseprobe).
4. ↑  Archivlink (Memento des Originals vom 23. Mai 2015 im Internet Archive)  Info: Der Archivlink wurde automatisch eingesetzt und noch nicht geprüft. Bitte prüfe Original- und Archivlink gemäß Anleitung und entferne dann diesen Hinweis.
5. ↑  Population and Housing Unit Estimates. Abgerufen am 13. Februar 2018 (englisch).
6. ↑  Census of Population and Housing. Census.gov, ehemals im Original (nicht mehr online verfügbar); abgerufen am 4. Juni 2015. (Seite nicht mehr abrufbar. Suche in Webarchiven)  Info: Der Link wurde automatisch als defekt markiert. Bitte prüfe den Link gemäß Anleitung und entferne dann diesen Hinweis.